# Vittorio Cordero di Montezemolo
Vittorio Cordero di Montezemolo (* 1917 in Venaria Reale; † 1982) war ein italienischer Diplomat.

## Werdegang
1945 schloss er ein Studium der Politikwissenschaft und der Rechtswissenschaft an der Universität Pisa ab und trat in den auswärtigen Dienst.
Von 1949 bis 1955 war er Generalkonsul in Buenos Aires und Mendoza (Argentinien).
Von 1955 bis 1958 war er Gesandtschaftsrat in Madrid.
Von März 1963 bis April 1967 hatte er Exequatur  als Generalkonsul in New York City.
Von Oktober 1967 bis April 1969 war er Botschafter in Montevideo.
Von April 1969 bis Juni 1971 war er Botschafter in Caracas und war zeitgleich in Trinidad und Tobago akkreditiert.
Von 1971 bis Ende 1974 war er Botschafter in Tel Aviv.
Von Juni 1977 bis Juli 1979 war er Botschafter beim Heiligen Stuhl.
Von Juli 1979 bis 1981 war er Ständiger Vertreter der italienischen Regierung nächst dem Büro der Vereinten Nationen in Genf.
| Vorgänger                      | Amt | Nachfolger           |
| ------------------------------ | --- | -------------------- |
| Ruggero Farace                 | Italienischer Botschafter in Montevideo 1967–1969                                                        | Giovanni Luciolli    |
| Ruggero Farace di Villaforesta | Italienischer Botschafter in Caracas 1969–1971                                                           | Silvio Falchi        |
| Giuseppe Walter Maccotta       | Italienischer Botschafter in Tel Aviv 1971–1973                                                          | Fausto Bacchetti     |
| Gian Franco Pompei             | Italienischer Botschafter beim Heiligen Stuhl 1977–1979                                                  | Bruno Bottai         |
| —                              | Ständiger Vertreter der italienischen Regierung nächst dem Büro der Vereinten Nationen in Genf 1979–1981 | Gian Lorenzo Cornado |